# قناة الحكمة الفضائية
قناة الحكمة الفضائية قناة تلفزيونية فضائية إسلامية سابقة، بدأت بثها في سبتمبر 2006 وأُغلقت وتوقف بثها في يناير 2011، كانت القناة بإشراف لجنة علمية من الدُعاة والعلماء تمثلت بكلٍا من: الشيخ المحّدث أبو إسحاق الحويني والشيخ محمد حسان والشيخ محمد حسين يعقوب.
قامت على منهج أهل السنة والجماعة ونشأت للدفاع عن سنة رسول الإسلام ﷺ وردًا على الإساءات المتتالية التي حصلت من الغرب ولتعريف الناس بربهم ونبييهم.

## المهمة الاستراتيجية
- إبلاغ السنة –نقية صافية مصححة- لعموم المسلمين في أرجاء المعمورة وإطلاع غير المسلمين عليها

## مواصفات القناة
- لغة القناة: العربية – مع ترجمة بعض المواد للإنجليزية.
- هوية القناة: فضائية إسلامية المنهج، عربية الأصول.
- البث الرسمي: رمضان 1427هـ.
- ساعات البث: على مدار الساعة/ تقبل الإعلانات والرعايات للبرامج.
- الشعار اللفظي: وإن تطيعوه تهتدوا
- القمر الصناعي: نور سات على مدار عرب سات ونايل سات والبث مفتوح دون اشتراك أو جهاز خاص.
- المنهج العلمي : باتباع سنة محمد بهدي القرو ن الثلاثة الفضلى
- المادة العلمية: تراجع المواد العلمية في مرحلة ماقبل الاعداد من اللجنة العلمية الاستشارية للقناة

## هدف القناة
- عرض لصحيح السنة النبوية على مدار الساعة، مرتبة موضوعيا وحديثياً بطريقتي:

1- معلوماتية،
2- حوارية تفاعلية

## اهداف القناة التفصيلية
- نصرة رسول الإسلام عليه السلام بتعليم الأمة سنة نبيها باللغتين العربية والإنجليزية
- إنشاء وسيلة إعلامية بثوب إسلامي، تتولى بث سنة رسول الإسلام إلى الأمة الإسلامية في كافة أرجاء المعمورة، آناء الليل وأطراف النهار.
- العناية بالسنة النبوية وخدمة النص الحديثي، بحيث تكون المواد المعروضة في القسم المعلوماتي مصحوبة بمعاني الكلمات، والحكم على الحديث المعروض مع الاقتصار على صحيح الحديث دون الضعيف وعرض الأحكام المستنبطة وعرض الدروس المستفادة حسب المادة.
- إيجاد منهجية واضحة وسهلة ويسيرة تتيح للأمة الإسلامية تعلم ومتابعة صحيح السنة وتشجعهم على الاستماع اليومي المنتظم للأحاديث لتسوعب القلوب رسول الإسلام.
- توفير السبيل الإعلامي الإسلامي الصحيح لدعاة الأمة وعلمائها الربانيين أن يخاطبوا الأمة ويبسطوا سنة رسول الإسلام.

## مزايا القناة
- التركيز على السنة النبوية والتخصص في علومها وفنونها فقط
- شمولية المحتوى لكافة جوانب علوم السنة النبوية
- الاعتناء بمظهر الشاشة وتقديم المادة بصورة مشوقة
- مخاطبة جميع فئات المجتمعات الإسلامية
- تقديم المعلومة والفائدة بأسلوب ميسر

## وصف محتوى برامج القناة
- أحاديث نبوية تقدم بصورة مختلفة وبقوالب مبتكرة باللغتين العربية والإنجليزية.
- علوم السنة النبوية وفنونها وآدابها.
- آيات الإعجاز العلمية والكونية في السنة النبوية المطهرة.
- الأفلام الوثائقية التعليمية المتعلقة بالسنة النبوية وعلومها وفنونها وآدابها.
- مسابقات هادفة ومتميزة في حفظ السنة وفنونها وعلومها.

## نوعية البرامج المفتوحة
- البرامج الحوارية مع علماء الأمة المتخصصين في السنة وعلومها
- البرامج العلمية المتخصصة في علوم السنة.
- البرامج التسجيلية والوثائقية.
- الإفتاء
- برامج المرأة المسلمة في ضوء السنة النبوية المطهرة.
- برامج الأطفال.
- نقل الصلوات وخطب الجمعة من مساجد علماء السنة في الدول العربية.
- التقارير الميدانية.
- المسابقات المميزة والابتكاري

## وضع القناة حاليا
تعرضت القناة للغلق فالحكومة المصرية وغير معروف إذا ما كان الغل البرامج يوم الثلاثاء الموافق 17 فبراير 2009 الساعة الحادية عشرة صباحاً. وقد تحولت القناة إلى شركة قناة الحكمة الفضائية (Al-Hekma Shares)
و القناة الآن تعرض بعض البرامج المباشرة في فترات متفرقة مع الاستمرار بعرض البرامج المسجلة.

## وصلات خارجية
/http://www.alhekmah.tv